# Hydraena nevermanni
Hydraena nevermanni är en skalbaggsart som beskrevs av Perkins 1980. Hydraena nevermanni ingår i släktet Hydraena och familjen vattenbrynsbaggar. Inga underarter finns listade i Catalogue of Life.